# Chamaesaracha bolivensis
Chamaesaracha bolivensis är en potatisväxtart som beskrevs av Carl Lebrecht Udo Dammer. Chamaesaracha bolivensis ingår i släktet Chamaesaracha och familjen potatisväxter. Inga underarter finns listade i Catalogue of Life.